# Timbes Sapillica
Timbes Sapillica es un caserío peruano ubicado en el distrito de Sapillica, perteneciente a la provincia de Ayabaca del departamento de Piura, al norte del Perú. 

## Ubicación
Timbes Sapillica se ubica al oeste de la provincia de Ayabaca, en el distrito de Sapillica, en el departamento de Piura.

## Demografía
En 2017 Timbes Sapillica tenía una población de 136 habitantes.
| Gráfica de evolución demográfica de Timbes Sapillica entre 1993 y 2017 |
|                                                                        |
| Fuentes: Población 1993 y 2017                                         |